# 砂婆礑大瀑布
砂婆礑大瀑布位於花蓮縣秀林鄉砂婆礑溪南溪支流，七腳川山東南方山麓。瀑布有左右兩股，右股瀑布位於東北側，水量較豐，瀑布標高約1120公尺至680公尺，為五階連瀑，落差由上至下約為60、50、50、90、50公尺，總落差約440公尺；左股瀑布位於西南側，水量變化較大，瀑布標高約1130公尺至700公尺，為四階連瀑，落差由上至下約為50、90、110、100公尺，總落差約430公尺。瀑布位於水原管制區內，天氣晴朗時，於水源村街道上即可遠眺瀑布。

## 解
1. ↑  根據《臺灣通用電子地圖【NLSC】》、《農航所（正射影像圖）》對照。